# مقاومة التدحرج

مقاومة التدحرج، تسمى أحيانًا الاحتكاك المتداول أو السحب المتداول، هي القوة التي تقاوم الحركة عندما يتدحرج جسم (مثل كرة أو إطار أو عجلة) على سطح. ينتج بشكل رئيسي عن التأثيرات غير المرنة؛ أي، ليست كل الطاقة اللازمة لتشوه (أو حركة) العجلة، والطريق، وما إلى ذلك، عند إزالة الضغط. شكلان من هذا هما خسائر التلاكؤ، والتشوه الدائم (البلاستيكي) للجسم أو السطح (مثل التربة). لاحظ أن الانزلاق بين العجلة والسطح يؤدي أيضًا إلى تبديد الطاقة. على الرغم من أن بعض الباحثين قد أدرجوا هذا المصطلح في مقاومة التدحرج، إلا أن البعض يقترح أنه يجب معالجة مصطلح التبديد هذا بشكل منفصل عن مقاومة التدحرج لأنه يرجع إلى عزم الدوران المطبق على العجلة والانزلاق الناتج بين العجلة والأرض، وهو ما يسمى خسارة الانزلاق أو مقاومة الانزلاق. بالإضافة إلى ذلك، فإن ما يسمى بمقاومة الانزلاق فقط ينطوي على الاحتكاك، وبالتالي فإن اسم «الاحتكاك المتداول» هو إلى حد ما تسمية خاطئة.
بالتشابه مع الاحتكاك الانزلاقي، غالبًا ما يتم التعبير عن مقاومة التدحرج كمعامل مضروب في القوة العادية. يكون معامل مقاومة التدحرج بشكل عام أصغر بكثير من معامل الاحتكاك الانزلاقي.

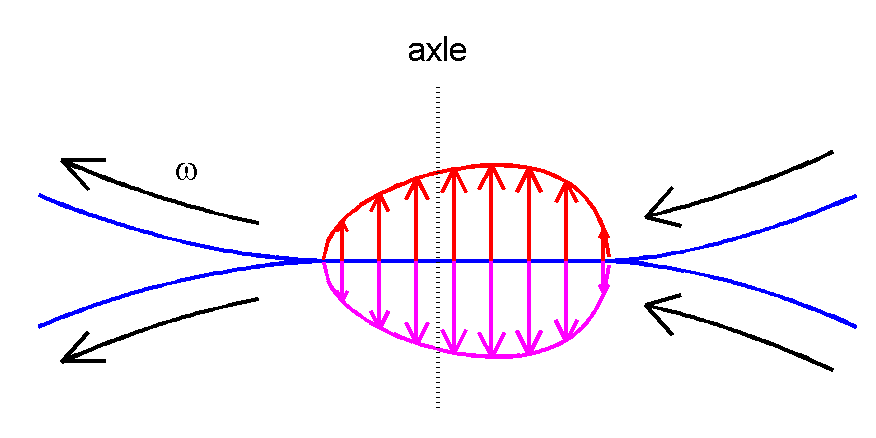

ستتباطأ أي مركبة ذات عجلات ساحلية تدريجيًا بسبب مقاومة التدحرج بما في ذلك مقاومة المحامل، لكن عربة القطار ذات العجلات الفولاذية التي تعمل على قضبان فولاذية سوف تتدحرج أبعد من حافلة من نفس الكتلة مع إطارات مطاطية تعمل على مدرج المطار/الأسفلت. العوامل التي تساهم في مقاومة التدحرج هي (مقدار) تشوه العجلات، وتشوه سطح الطريق، والحركة تحت السطح. تشمل العوامل الإضافية المساهمة قطر العجلة، والحمل على العجلة، والتصاق السطح، والانزلاق، والانزلاق الجزئي النسبي بين أسطح التلامس. تعتمد الخسائر الناتجة عن التباطؤ أيضًا بشدة على الخصائص المادية للعجلة أو الإطار والسطح. على سبيل المثال، يتمتع الإطار المطاطي بمقاومة أعلى للدوران على الطريق الممهد من عجلة السكة الحديدية الفولاذية الموجودة على سكة حديدية. كما أن الرمل الموجود على الأرض يعطي مقاومة أكثر للدوران أكثر من الخرسانة. عامل مقاومة التدحرج الوحيد لا يعتمد على السرعة.

## السبب الرئيسي
السبب الرئيسي لمقاومة دوران الإطارات الهوائية هو التباطؤ:
خاصية للمادة القابلة للتشوه بحيث تكون طاقة التشوه أكبر من طاقة الاسترداد. يُظهر المركب المطاطي في الإطار تباطؤًا. عندما يدور الإطار تحت وزن السيارة، فإنه يتعرض لدورات متكررة من التشوه والتعافي، ويتبدد فقدان الطاقة التباطؤ كحرارة. التباطؤ هو السبب الرئيسي لفقدان الطاقة المرتبط بمقاومة التدحرج ويعزى إلى خصائص المطاط اللزج.
– الأكاديمية الوطنية للعلوم
يتم توضيح هذا المبدأ الرئيسي في شكل الأسطوانات المتدحرجة. إذا تم ضغط أسطوانتين متساويتين معًا، فسيكون سطح التلامس مسطحًا. في حالة عدم وجود احتكاك سطحي، تكون ضغوط التلامس طبيعية (أي عمودي) على سطح التلامس. ضع في اعتبارك جسيمًا يدخل منطقة التلامس على الجانب الأيمن، وينتقل عبر رقعة التلامس ويترك على الجانب الأيسر. في البداية، يتزايد تشوهه العمودي، والذي يقاومه تأثير التخلفية. لذلك، يتم إنشاء ضغط إضافي لتجنب التداخل بين السطحين. في وقت لاحق يتناقص تشوهها العمودي. هذا مرة أخرى يقاومه تأثير التخلفية. في هذه الحالة، يقلل هذا الضغط المطلوب للفصل بين الجسمين.
يكون توزيع الضغط الناتج غير متماثل ويتم إزاحته إلى اليمين. لم يعد خط عمل القوة العمودية (الكلية) يمر عبر مراكز الأسطوانات. هذا يعني أن لحظة تحدث تميل إلى تأخير الحركة المتدحرجة.
تُظهر المواد التي لها تأثير تخلفية كبير، مثل المطاط، التي ترتد ببطء إلى الوراء، مقاومة تدحرج أكبر من المواد ذات تأثير التباطؤ الصغير الذي يرتد بسرعة أكبر وبشكل كامل، مثل الفولاذ أو السيليكا. عادةً ما تشتمل الإطارات ذات المقاومة المنخفضة للتدحرج على السيليكا بدلاً من أسود الكربون في مركبات مداسها لتقليل التباطؤ منخفض التردد دون المساس بالجر. لاحظ أن السكك الحديدية بها تباطؤ في هيكل الطريق.

## تعريفات
بالمعنى الواسع، «مقاومة التدحرج» المحددة (للمركبات) هي القوة لكل وحدة وزن مركبة مطلوبة لتحريك السيارة على أرض مستوية بسرعة بطيئة ثابتة حيث يكون السحب الديناميكي الهوائي (مقاومة الهواء) ضئيلًا وأيضًا في حالة عدم وجود جر (المحرك) القوى أو الفرامل المطبقة. بمعنى آخر، كانت السيارة ستتحرك إذا لم تحافظ القوة على سرعة ثابتة. يشمل هذا المعنى الواسع مقاومة محمل العجلة، والطاقة المشتتة عن طريق الاهتزاز والتأرجح لكل من الطريق والمركبة، وانزلاق العجلة على سطح الطريق (الرصيف أو السكة الحديدية).
ولكن هناك إحساس أوسع يشمل الطاقة المهدرة بسبب انزلاق العجلة بسبب عزم الدوران المطبق من المحرك. يتضمن ذلك القوة المتزايدة المطلوبة بسبب السرعة المتزايدة للعجلات حيث تصبح السرعة العرضية لعجلة (عجلات) القيادة أكبر من سرعة السيارة بسبب الانزلاق. نظرًا لأن القوة تساوي القوة مضروبة في السرعة وزادت سرعة العجلة، زادت القوة المطلوبة وفقًا لذلك.
إن «مقاومة التدحرج» النقية للقطار هي تلك التي تحدث بسبب التشوه والانزلاق الطفيف المحتمل عند ملامسة طريق العجلة. بالنسبة للإطار المطاطي، يحدث فقد طاقة مماثل على الإطار بأكمله، لكنه لا يزال يطلق عليه «مقاومة التدحرج». بالمعنى الواسع، تشمل «مقاومة التدحرج» مقاومة محمل العجلة، وفقدان الطاقة عن طريق اهتزاز كل من رصف الطريق (والأرض تحتها) والمركبة نفسها، ومن خلال انزلاق العجلة، وملامسة الطريق/السكك الحديدية. يبدو أن كتب السكك الحديدية المدرسية تغطي كل قوى المقاومة هذه ولكنها لا تسمي مجموعها «مقاومة التدحرج» (بالمعنى الواسع) كما هو مذكور في هذه المقالة. إنها تلخص فقط كل قوى المقاومة (بما في ذلك السحب الديناميكي الهوائي) وتستدعي مجموع مقاومة القطار الأساسية (أو ما شابه).
نظرًا لأن مقاومة دحرجة السكك الحديدية بالمعنى الواسع قد تكون أكبر بضع مرات من مجرد قيم مقاومة التدحرج النقية المبلغ عنها فقد تكون في صراع خطير لأنها قد تستند إلى تعريفات مختلفة لـ «مقاومة التدحرج». يجب أن توفر محركات القطار، الطاقة للتغلب على مقاومة التدحرج واسعة النطاق.
بالنسبة للإطارات، تُعرّف مقاومة التدحرج بأنها الطاقة التي يستهلكها الإطار لكل وحدة مسافة مغطاة. ويسمى أيضًا الاحتكاك المتداول أو السحب المتداول. إنها إحدى القوى التي تعمل لمعارضة حركة السائق. والسبب الرئيسي لذلك هو أنه عندما تتحرك الإطارات وتلامس السطح، يغير السطح شكله ويسبب تشوهًا للإطار.
بالنسبة للمركبات ذات المحركات على الطرق السريعة، من الواضح أن هناك بعض الطاقة تبدد في اهتزاز الطريق (والأرض تحته)، واهتزاز السيارة نفسها، وانزلاق الإطارات. ولكن، بخلاف القوة الإضافية المطلوبة بسبب احتكاك العجلة وعزم الدوران، لا يبدو أنه تم التحقق من مقاومة التدحرج غير النقية، ربما لأن مقاومة التدحرج «النقية» للإطار المطاطي أعلى بعدة مرات من المقاومة المهملة.

## معامل مقاومة التدحرج
يتم تحديد «معامل مقاومة التدحرج» بالمعادلة التالية:
{\displaystyle \ F=C_{rr}N}
عندما
{\displaystyle \ F}هي قوة مقاومة التدحرج (كما هو موضح {\displaystyle \ F} في الشكل 1)،
{\displaystyle C_{rr}} هو معامل مقاومة التدحرج بدون أبعاد أو معامل الاحتكاك المتداول، و
{\displaystyle N} هي القوة العادية، القوة العمودية على السطح الذي تدور عليه العجلة.
{\displaystyle C_{rr}} هي القوة اللازمة لدفع (أو جر) مركبة بعجلات للأمام (بسرعة ثابتة على سطح مستو، أو درجة صفرية، مع مقاومة هواء صفرية) لكل وحدة قوة للوزن. من المفترض أن جميع العجلات متشابهة وتتطابق في الوزن. هكذا:{\displaystyle \ C_{rr}=0.01}يعني أن سحب مركبة تزن رطلاً واحدًا لن يستغرق سوى 0.01 رطل. بالنسبة للمركبة التي تزن 1000 رطل، قد تحتاج إلى قوة جر أكبر بمقدار 1000 مرة، أي 10 أرطال. يمكن للمرء أن يقول ذلك {\displaystyle C_{rr}}
في رطل (قوة السحب)/رطل (وزن السيارة). نظرًا لأن هذا lb/lb مقسومًا على القوة، {\displaystyle C_{rr}} هو بلا أبعاد. اضربها في 100 وستحصل على النسبة المئوية (%) من وزن السيارة المطلوب للحفاظ على سرعة ثابتة بطيئة. {\displaystyle C_{rr}}
غالبًا ما يتم ضربه في 1000 للحصول على الأجزاء لكل ألف، وهو نفس الكيلوجرام (كجم قوة) لكل طن متري (طن = 1000 كجم)، وهو نفس رطل المقاومة لكل 1000 رطل من الحمل أو نيوتن/كيلو- نيوتن، إلخ. بالنسبة إلى خطوط السكك الحديدية الأمريكية، تم استخدام رطل/طن بشكل تقليدي، هذا فقط {\displaystyle 2000C_{rr}}. وبالتالي، فإنهم جميعًا مجرد مقاييس للمقاومة لكل وحدة وزن مركبة. على الرغم من أنها جميعها «مقاومات محددة»، إلا أنها تسمى أحيانًا «مقاومة» على الرغم من أنها في الحقيقة معامل (نسبة) أو مضاعف لها. في حالة استخدام رطل أو كيلوغرام كوحدات قوة، فإن الكتلة تساوي الوزن (في جاذبية الأرض، تزن الكتلة كيلوجرام وتؤثر على كيلوجرام من القوة) لذلك يمكن للمرء أن يدعي ذلك {\displaystyle C_{rr}} هي أيضًا القوة لكل وحدة كتلة في هذه الوحدات. سيستخدم نظام SI N/إلىnne (N/T،N/t)، وهو {\displaystyle 1000gC_{rr}} وهي القوة لكل وحدة كتلة، حيث g هي تسارع الجاذبية بوحدات SI (متر لكل ثانية مربعة).
ما ورد أعلاه يظهر مقاومة متناسبة مع {\displaystyle C_{rr}} ولكنه لا يُظهر صراحةً أي اختلاف مع السرعة، والأحمال، وعزم الدوران، وخشونة السطح، والقطر، وتضخم/تآكل الإطارات، وما إلى ذلك، لأن {\displaystyle C_{rr}} نفسها تختلف مع تلك العوامل. قد يبدو من التعريف أعلاه لـ{\displaystyle C_{rr}} أن مقاومة التدحرج تتناسب طرديًا مع وزن السيارة ولكنها ليست كذلك.

## قياس
يوجد على الأقل نموذجان شائعان لحساب مقاومة التدحرج.
1. «معامل مقاومة التدحرج. قيمة قوة مقاومة التدحرج مقسومة على حمولة العجلة. طورت جمعية مهندسي السيارات ممارسات اختبار لقياس معامل مقاومة التدحرج للإطارات. عند القياس باستخدام ممارسات الاختبار القياسية هذه، أبلغت معظم إطارات الركاب الجديدة عن أنها تتراوح من 0.007 إلى 0.014».[6] في حالة إطارات الدراجات، يتم تحقيق القيم من 0.0025 إلى 0.005.[18] تُقاس هذه المعاملات على بكرات، مع عدادات القدرة على أسطح الطرق، أو باختبارات الضغط الهابط. في الحالتين الأخيرتين، يجب طرح تأثير مقاومة الهواء أو إجراء الاختبارات بسرعات منخفضة جدًا.
2. معامل مقاومة التدحرج ب، التي لها أبعاد الطول، تقريبًا (بسبب تقريب الزاوية الصغيرة لـ{\displaystyle \cos(\theta )=1}) يساوي قيمة قوة مقاومة التدحرج مضروبًا في نصف قطر العجلة مقسومًا على حمولة العجلة. في الحالتين الأخيرتين، يجب طرح تأثير مقاومة الهواء أو إجراء الاختبارات بسرعات منخفضة جدًا.[3]
3. تستخدم المنظمة الدولية للمقاييس 18164: 2005 لاختبار مقاومة التدحرج في أوروبا.

قد يكون من الصعب على عامة الناس الحصول على نتائج هذه الاختبارات حيث يفضل المصنعون الإعلان عن «الراحة» و«الأداء».

## الصيغ الفيزيائية
يمكن حساب معامل مقاومة التدحرج لعجلة صلبة بطيئة على سطح مرن تمامًا، ولم يتم ضبطه وفقًا للسرعة، من خلال
{\displaystyle \ C_{rr}={\sqrt {z/d}}}
عندما
{\displaystyle z} هو عمق الغرق.
{\displaystyle d} هو قطر العجلة الصلبة.
الصيغة التجريبية ل{\displaystyle \ C_{rr}}لعجلات السيارات منجم الحديد الزهر على القضبان الفولاذية هي:
{\displaystyle \ C_{rr}=0.0048(18/D)^{\frac {1}{2}}(100/W)^{\frac {1}{4}}={\frac {0.0643988}{\sqrt[{4}]{WD^{2}}}}}
عندما
{\displaystyle D} هو قطر العجلة بالبوصة.
{\displaystyle W} هو الحمل على العجلة في رطل-القوة.
كبديل لاستخدام{\displaystyle \ C_{rr}} يمكن للمرء استخدامها {\displaystyle \ b}، وهو معامل مقاومة التدحرج المختلف أو معامل الاحتكاك المتداول بأبعاد الطول. يتم تعريفه بالصيغة التالية:
{\displaystyle \ F={\frac {Nb}{r}}}
عندما
{\displaystyle F} هي قوة مقاومة التدحرج (كما هو موضح في الشكل 1)،
{\displaystyle r} هو نصف قطر العجلة،
{\displaystyle b} هو معامل مقاومة التدحرج أو معامل الاحتكاك المتداول مع أبعاد الطول، و
{\displaystyle N} هي القوة العادية (تساوي W، وليس R، كما هو موضح في الشكل 1).
المعادلة أعلاه، حيث تتناسب المقاومة عكسًا مع نصف القطر r. انظر الاعتماد على القطر. معادلة هذه المعادلة بالقوة لكل معامل مقاومة التدحرج، وحل b ، نحصل على b = Crr · r. لذلك، إذا أعطى المصدر معامل مقاومة التدحرج (Crr) كمعامل بدون أبعاد، فيمكن تحويله إلى b، بوحدات الطول، بضرب Crr في نصف قطر العجلة r.

## أمثلة على معامل مقاومة التدحرج
جدول أمثلة معامل مقاومة التدحرج:
| Crr               | b      | وصف                                                                                         |
| 0.0003 إلى 0.0004 |        | "مقاومة التدحرج النقية" عجلة فولاذية للسكك الحديدية على سكة حديدية.                         |
| 0.0010 إلى 0.0015 | 0.1 mm | محامل كروية فولاذية صلبة على الفولاذ.                                                       |
| 0.0010 إلى 0.0024 | 0.5 mm | عجلة فولاذية للسكك الحديدية على سكة حديدية. قطار ركاب السكك الحديدية حوالي 0.0020.          |
| 0.0019 إلى 0.0065 |        | عجلات سيارة منجم من الحديد الزهر على سكة حديدية.                                            |
| 0.0022 إلى 0.0050 |        | إنتاج إطارات الدراجات عند 120 رطل/بوصة مربعة (8.3 بار) و50 كم/س (31 ميل/س)، تقاس على بكرات. |
| 0.0025            |        | إطارات ميشلان الخاصة للسيارات الشمسية/الماراثون البيئي.                                     |
| 0.0050            |        | سكك الترام المتسخة (قياسية) ذات الخطوط المستقيمة والمنحنيات.                                |
| 0.0045 إلى 0.0080 |        | إطارات الشاحنات الكبيرة (نصف).                                                              |
| 0.0055            |        | إطارات دراجات بي إم إكس النموذجية المستخدمة للسيارات الشمسية.                               |
| 0.0062 إلى 0.0150 |        | قياسات إطارات السيارة.                                                                      |
| 0.0100 إلى 0.0150 |        | إطارات السيارات العادية على الخرسانة.                                                       |
| 0.0385 إلى 0.0730 |        | مدرب المرحلة (القرن التاسع عشر) على طريق ترابي. ثلوج ناعمة على الطريق في أسوأ الحالات.      |
| 0.3000            |        | إطارات السيارات العادية على الرمال.                                                         |

على سبيل المثال، في الجاذبية الأرضية، ستحتاج السيارة التي يبلغ وزنها 1000 كجم على الأسفلت إلى قوة تبلغ حوالي 100 نيوتن للدحرجة (1000 كجم × 9.81 م/ث 2 × 0.01 = 98.1 نيوتن).

## الاعتماد على القطر

### الحافلات والسكك الحديدية
وفقًا لدوبويت (1837)، فإن مقاومة التدحرج (للعربات ذات العجلات ذات العجلات الخشبية ذات الإطارات الحديدية) تتناسب تقريبًا عكسياً مع الجذر التربيعي لقطر العجلة. تم التحقق من هذه القاعدة تجريبيًا للعجلات المصنوعة من العجلات الحديدية (بقطر 8 "- 24") على سكة حديدية ولعجلات النقل التي تعود للقرن التاسع عشر. لكن هناك اختبارات أخرى على عجلات النقل لا توافق. تعطي نظرية الأسطوانة المتدحرجة على طريق مرن نفس القاعدة تتناقض هذه الاختبارات السابقة (1785) التي أجراها كولوم على أسطوانات خشبية متدحرجة حيث ذكر كولوم أن مقاومة التدحرج تتناسب عكسًا مع قطر العجلة (المعروفة باسم «قانون كولوم»). هذا المتنازع عليه (أو المطبق بشكل خاطئ)-«قانون كولوم» لا يزال موجودًا في الكتيبات.

### الإطارات الهوائية
بالنسبة للإطارات الهوائية على الرصيف الصلب، تم الإبلاغ عن أن تأثير القطر على مقاومة التدحرج ضئيل (ضمن نطاق عملي للأقطار).

## الاعتماد على عزم الدوران المطبق
عزم القيادة {\displaystyle T} للتغلب على مقاومة التدحرج {\displaystyle R_{r}} والحفاظ على سرعة ثابتة على أرض مستوية (بدون مقاومة الهواء) يمكن حسابها من خلال:
{\displaystyle T={\frac {V_{s}}{\Omega }}R_{r}}
عندما
{\displaystyle V_{s}} هي السرعة الخطية للجسم (عند المحور)، و
{\displaystyle \Omega } سرعته الدورانية.
من الجدير بالذكر أن {\displaystyle V_{s}/\Omega } عادة لا يساوي نصف قطر جسم التدحرج نتيجة انزلاق العجلة. يحدث الانزلاق بين العجلة والأرض حتمًا عندما يتم تطبيق عزم دوران أو كبح على العجلة. وبالتالي فإن السرعة الخطية للمركبة تختلف عن السرعة المحيطية للعجلة. وبالتالي فإن السرعة الخطية للمركبة تختلف عن السرعة المحيطية للعجلة. والملاحظ أن الانزلاق لا يحدث في العجلات المدفوعة التي لا تخضع لعزم الدوران في ظل ظروف مختلفة ما عدا الكبح. لذلك، فإن مقاومة التدحرج، أي فقدان التباطؤ، هي المصدر الرئيسي لتبديد الطاقة في العجلات أو المحاور، بينما في عجلات القيادة والمحاور، تلعب مقاومة الانزلاق، أي الخسارة بسبب انزلاق العجلة، الدور بالإضافة إلى مقاومة التدحرج. تعتمد أهمية مقاومة التدحرج أو الانزلاق إلى حد كبير على قوة الجر، ومعامل الاحتكاك، والحمل العادي، إلخ.

### كل العجلات
قد يكون «العزم المطبق» إما عزم قيادة مطبقًا بواسطة محرك (غالبًا من خلال ناقل حركة) أو عزم كبح يتم تطبيقه بواسطة الفرامل (بما في ذلك الكبح المتجدد). ينتج عن عزم الدوران هذا تبديد الطاقة (أعلى من ذلك بسبب مقاومة التدحرج الأساسية للدحرجة الحرة، أي ما عدا مقاومة الانزلاق). ترجع هذه الخسارة الإضافية جزئيًا إلى حقيقة أن هناك بعض الانزلاق في العجلة، وبالنسبة للإطارات الهوائية، هناك المزيد من الانثناء للجدران الجانبية بسبب عزم الدوران. يتم تعريف الانزلاق بحيث يعني الانزلاق بنسبة 2% أن السرعة المحيطية لعجلة القيادة تتجاوز سرعة السيارة بنسبة 2%.
يمكن أن تؤدي النسبة المئوية للانزلاق إلى مقاومة انزلاق أكبر بكثير من مقاومة التدحرج الأساسية. على سبيل المثال، بالنسبة للإطارات الهوائية، يمكن أن يترجم الانزلاق بنسبة 5%إلى زيادة بنسبة 200% في مقاومة التدحرج. ويرجع ذلك جزئيًا إلى أن قوة الجر المطبقة أثناء هذا الانزلاق أكبر بعدة مرات من مقاومة التدحرج، وبالتالي يتم تطبيق قدر أكبر من القوة لكل وحدة سرعة (استرجاع القوة = القوة × السرعة بحيث تكون القوة لكل وحدة سرعة مجرد قوة). لذا فإن مجرد زيادة بنسبة مئوية صغيرة في السرعة المحيطية بسبب الانزلاق يمكن أن تترجم إلى فقد في قوة الجر والتي قد تتجاوز حتى فقدان الطاقة بسبب مقاومة التدحرج الأساسية (العادية). بالنسبة للسكك الحديدية، قد يكون هذا التأثير أكثر وضوحًا بسبب مقاومة التدحرج المنخفضة للعجلات الفولاذية.
من الواضح أنه بالنسبة لسيارة الركاب، عندما تكون قوة الجر حوالي 40% من الحد الأقصى للجر، فإن مقاومة الانزلاق تكاد تكون مساوية لمقاومة التدحرج الأساسية (خسارة التخلفية). ولكن في حالة وجود قوة جر تساوي 70% من الحد الأقصى للجر، تصبح مقاومة الانزلاق أكبر 10 مرات من مقاومة التدحرج الأساسية.

### عجلات السكك الحديدية الفولاذية
من أجل تطبيق أي جر على العجلات، يلزم بعض انزلاق العجلة. بالنسبة للقطارات الروسية التي تتسلق درجات أعلى، يتراوح هذا الانزلاق عادةً من 1.5% إلى 2.5%. عادة ما يتناسب الانزلاق (المعروف أيضًا باسم الزحف) بشكل مباشر تقريبًا مع قوة الجر. الاستثناء هو إذا كانت قوة الجر مرتفعة جدًا بحيث تكون العجلة قريبة من الانزلاق الكبير (أكثر من نسبة قليلة فقط كما تمت مناقشته أعلاه)، فإن الانزلاق يزيد بسرعة مع جهد الجر ولم يعد خطيًا. مع بذل قوة جر أعلى قليلاً، تدور العجلة خارج نطاق السيطرة وينخفض الالتصاق مما يؤدي إلى دوران العجلة بشكل أسرع. هذا هو نوع الانزلاق الذي يمكن ملاحظته بالعين-2٪ للجر يتم ملاحظتها فقط بواسطة الأدوات. قد يؤدي هذا الانزلاق السريع إلى التآكل أو التلف المفرط.

### الإطارات الهوائية
تزداد مقاومة التدحرج بشكل كبير مع عزم الدوران المطبق. في عزم الدوران المرتفع، والذي يطبق قوة عرضية على الطريق تبلغ حوالي نصف وزن السيارة، قد تتضاعف مقاومة التدحرج ثلاث مرات (زيادة 200%). ويرجع ذلك جزئيًا إلى انزلاق حوالي 5%. تزيد مقاومة التدحرج مع عزم الدوران المطبق ليس خطيًا، ولكنه يزداد بمعدل أسرع كلما أصبح عزم الدوران أعلى.

## الاعتماد على حمولة العجلة

### عجلات السكك الحديدية الفولاذية
معامل مقاومة التدحرج، Crr، ينخفض بشكل كبير مع زيادة وزن عربة السكك الحديدية لكل عجلة. على سبيل المثال، كانت سيارة الشحن الروسية الفارغة تحتوي على ضعف Crr كسيارة محملة (Crr = 0.002 مقابل Crr = 0.001). يظهر هذا «الاقتصاد في الحجم» نفسه في اختبار عربات السكك الحديدية المنجمية. يُظهر Crr النظري لعجلة صلبة تتدحرج على قاعدة طريق مرنة Crr يتناسب عكسياً مع الجذر التربيعي للحمل.
إذا كان Crr نفسه يعتمد على حمل العجلة لكل قاعدة جذر تربيعي معكوس، فعند زيادة الحمل بنسبة 2% تحدث فقط زيادة بنسبة 1% في مقاومة التدحرج.

### الإطارات الهوائية
بالنسبة للإطارات الهوائية، يعتمد اتجاه التغيير في Crr (معامل مقاومة التدحرج) على زيادة تضخم الإطارات مع زيادة الحمل أم لا. يُذكر أنه في حالة زيادة ضغط التضخم مع الحمل وفقًا «لجدول» (غير محدد)، فإن زيادة الحمل بنسبة 20% تقلل Crr بنسبة 3٪%. ولكن إذا لم يتغير ضغط التضخم، فإن زيادة الحمل بنسبة 20% تؤدي إلى زيادة بنسبة 4% في Crr. بالطبع، سيؤدي هذا إلى زيادة مقاومة التدحرج بنسبة 20% بسبب الزيادة في الحمل بالإضافة إلى 1.2 × 4% بسبب الزيادة في Crr مما أدى إلى زيادة مقاومة التدحرج بنسبة 24.8%.

## الاعتماد على انحناء الطريق

### عام
عندما تدور مركبة (مركبة بمحرك أو قطار سكة حديد) حول منحنى، تزداد مقاومة التدحرج عادةً. إذا لم يتم انحناء المنحنى بحيث يواجه بالضبط قوة الطرد المركزي بقوة جاذبية متساوية ومتعارضة بسبب البنوك، فستكون هناك قوة جانبية غير متوازنة صافية على السيارة. سيؤدي هذا إلى زيادة مقاومة التدحرج. يُعرف المصرفية أيضًا باسم «الارتفاع الفائق» أو «غير قادر» (يجب عدم الخلط بينه وبين عدم القدرة على السكك الحديدية). بالنسبة للسكك الحديدية، يُطلق على ذلك مقاومة الانحناء ولكن بالنسبة للطرق (مرة واحدة على الأقل) يُطلق عليها مقاومة التدحرج بسبب الانعطاف.

## صوت
يولد الاحتكاك المتداول طاقة صوتية (اهتزازية)، حيث يتم تحويل الطاقة الميكانيكية إلى هذا النوع من الطاقة بسبب الاحتكاك. أحد الأمثلة الأكثر شيوعًا على الاحتكاك المتدحرج هو حركة إطارات السيارات على الطريق، وهي عملية تولد الصوت كمنتج ثانوي. يرجع الصوت الناتج عن إطارات السيارات والشاحنات أثناء تدحرجها (ملحوظ بشكل خاص عند سرعات الطرق السريعة) في الغالب إلى قرع مداس الإطارات، وضغط الهواء (وفك الضغط اللاحق) الذي يتم التقاطه مؤقتًا داخل المداس.

## العوامل التي تساهم في الإطارات
هناك عدة عوامل تؤثر على حجم مقاومة التدحرج التي يولدها الإطار:
- كما ورد في المقدمة: نصف قطر العجلة، السرعة الأمامية، التصاق السطح، والانزلاق الجزئي النسبي.
- المواد-يمكن للحشوات والبوليمرات المختلفة في تكوين الإطارات تحسين الجر مع تقليل التباطؤ. يُعد استبدال بعض الكربون الأسود بسيلان السيليكا باهظ الثمن إحدى الطرق الشائعة لتقليل مقاومة التدحرج.[6] لقد ثبت أن استخدام المواد الغريبة بما في ذلك الطين النانوي يقلل من مقاومة التدحرج في الإطارات المطاطية عالية الأداء.[53] يمكن أيضًا استخدام المذيبات لانتفاخ الإطارات الصلبة، مما يقلل من مقاومة التدحرج.[54]
- الأبعاد-ترتبط مقاومة التدحرج في الإطارات بانثناء الجدران الجانبية ومنطقة التلامس للإطار[55] على سبيل المثال، عند نفس الضغط، تنثني إطارات الدراجات الأوسع نطاقًا أقل في الجدران الجانبية أثناء تدحرجها وبالتالي تتمتع بمقاومة منخفضة للدوران (على الرغم من مقاومة الهواء الأعلى).[55]
- مدى التضخم-يؤدي الضغط المنخفض في الإطارات إلى مزيد من الانثناء للجدران الجانبية ومقاومة أعلى للدوران.[55] يؤدي تحويل الطاقة هذا في الجدران الجانبية إلى زيادة المقاومة ويمكن أن يؤدي أيضًا إلى ارتفاع درجة الحرارة وربما يكون قد لعب دورًا في حوادث انقلاب فورد إكسبلورر سيئة السمعة.
- الحصول على دراجة، إطار عالي الجودة بغلاف مرن سيظل يتدحرج بشكل أسهل من الإطارات الرخيصة ذات الغلاف الصلب. وبالمثل، كما هو مذكور في إطارات شاحنات جوديير، فإن الإطارات ذات الغلاف «الموفر للوقود» ستفيد الاقتصاد في استهلاك الوقود من خلال العديد من فترات عمر التقدم (أي التجديد)، بينما سيستفيد الإطار الذي يتميز بتصميم متقدم «موفر للوقود» فقط حتى يرتدي المداس تحت.
- في الإطارات، يرتبط سمك المداس وشكله بدرجة كبيرة بمقاومة التدحرج. كلما كان المداس أكثر سمكًا ومحيطًا، زادت مقاومة التدحرج[55] وبالتالي، فإن إطارات الدراجات «الأسرع» تحتوي على مداس ضئيل للغاية وتحصل الشاحنات الثقيلة على أفضل اقتصاد في استهلاك الوقود مع تآكل مداس الإطار.
- يبدو أن تأثيرات القطر ضئيلة، بشرط أن يكون الرصيف صعبًا ونطاق الأقطار محدودًا.
- درجة الحرارة: مع كل من الإطارات الصلبة والهوائية، تم العثور على مقاومة التدحرج مع زيادة درجة الحرارة (في نطاق درجات الحرارة: أي يوجد حد أعلى لهذا التأثير)[56][57] لارتفاع درجة الحرارة من 30 درجة مئوية إلى 70 درجة مئوية انخفضت مقاومة التدحرج بنسبة 20-25%.[58] يقوم المتسابقون بتسخين إطاراتهم قبل السباق، ولكن هذا يستخدم بشكل أساسي لزيادة احتكاك الإطارات بدلاً من تقليل مقاومة التدحرج.

## السكك الحديدية: مكونات مقاومة التدحرج
بمعنى واسع يمكن تعريف مقاومة التدحرج على أنها مجموع المكونات:
1. خسائر عزم دوران محمل العجلة.
2. مقاومة التدحرج النقية.
3. انزلاق العجلة على السكة.
4. فقدان الطاقة على الطريق (والأرض).
5. فقدان الطاقة لتذبذب عربات السكك الحديدية.

يمكن قياس خسائر عزم محمل العجلة كمقاومة دوران عند حافة العجلة، Crr. تستخدم السكك الحديدية عادة محامل أسطوانية إما أسطوانية (روسيا) أو مدببة (الولايات المتحدة). تختلف مقاومة التدحرج المحددة في المحامل الروسية مع كل من تحميل العجلة والسرعة. تكون مقاومة التدحرج لمحامل العجلات هي الأدنى مع أحمال المحور العالية والسرعات المتوسطة من 60-80 كم/ساعة مع معدل دوران يبلغ 0.00013 (حمولة المحور 21 طنًا). بالنسبة لسيارات الشحن الفارغة ذات الأحمال المحورية البالغة 5.5 طن، يرتفع Crr إلى 0.00020 عند 60 كم/ساعة ولكن عند سرعة منخفضة تبلغ 20 كم/ساعة يرتفع إلى 0.00024 وبسرعة عالية (لقطارات الشحن) تبلغ 120 كم/ساعة إنه 0.00028. يضاف Crr الذي تم الحصول عليه أعلاه إلى Crr للمكونات الأخرى للحصول على إجمالي Crr للعجلات.

## مقارنة مقاومة التدحرج لمركبات الطرق السريعة والقطارات
مقاومة دوران العجلات الفولاذية على سكة حديدية للقطار أقل بكثير من مقاومة الإطارات المطاطية لسيارات أو شاحنة. يختلف وزن القطارات اختلافًا كبيرًا، في بعض الحالات قد تكون أثقل بكثير لكل راكب أو لكل طن صافي من الشحن من السيارة أو الشاحنة، ولكن في حالات أخرى قد تكون أخف بكثير.
كمثال على قطار ركاب ثقيل للغاية، في عام 1975، كانت قطارات أمتراك للركاب تزن ما يزيد قليلاً عن 7 أطنان لكل راكب، وهو أثقل بكثير من متوسط يزيد قليلاً عن طن واحد لكل راكب للسيارة. هذا يعني أنه بالنسبة لقطار ركاب امتراك في عام 1975، فقد الكثير من توفير الطاقة لمقاومة التدحرج المنخفضة بسبب وزنه الأكبر.
مثال على قطار ركاب فائق السرعة وخفيف جدًا هو قطار سلسلة شينكانسن N700، الذي يزن 715 طنًا ويحمل 1323 راكبًا، مما ينتج عنه وزن نصف طن لكل راكب. هذا الوزن الخفيف لكل راكب، جنبًا إلى جنب مع مقاومة التدحرج المنخفضة للعجلات الفولاذية على سكة حديدية، يعني أن شينكانسن N700 أكثر كفاءة في استخدام الطاقة من السيارات العادية.
في حالة الشحن، أجرت CSX حملة إعلانية في عام 2013 تدعي أن قطارات الشحن الخاصة بها تتحرك «طنًا من الشحن 436 ميلًا لكل جالون من الوقود»، بينما تزعم بعض المصادر أن الشاحنات تنقل طنًا من الشحن حوالي 130 ميلًا لكل جالون من الوقود، مما يشير إلى أن القطارات أكثر كفاءة بشكل عام.

## روابط خارجية
- Rolling Resistance and Fuel Saving
- temperature vs rolling resistance
- Simple roll-down test to measure Crr in cars and bikes
- Rolling Resistance Thresholds